# Carl Spitzweg
Carl Spitzweg (Germering, 5 februari 1808 – 23 september 1885) was een Duits kunstschilder en dichter. Hij wordt gezien als een van de belangrijkste kunstenaars uit het Biedermeier-tijdperk.

## Biografie
Spitzweg werd geboren als tweede van drie zonen van Franziska en Simon Spitzweg. Zijn vader was een rijke handelaar, die Carl liet opleiden tot apotheker. Hij studeerde aan de Ludwig Maximilians-Universiteit in München. Spitzweg ontdekte het schilderen toen hij herstellende was van een ziekte. Hij leerde zichzelf het schildersvak door onder andere werken van Vlaamse meesters te imiteren. Zijn eerste werken verschenen in satirische tijdschriften. In 1833 kreeg hij een erfenis die maakte dat hij zich geheel op schilderen kon storten.
Spitzweg bezocht in zijn leven meerdere Europese kunstcentra om de werken van verschillende kunstenaars te bestuderen. Zo bezocht hij Praag, Venetië, Parijs, Londen en België. Zijn latere schilderijen zijn vaak humoristische genrestukken. Veel van zijn schilderijen beelden karikaturen van excentriekelingen ("Sonderlinge") uit. Zijn bekendste werken zijn De Boekenwurm (1850) en De Hypochonder (c. 1865, in de Neue Pinakothek, München).
Spitzwegs schilderijen dienden als inspiratie voor de musical-comedy Das kleine Hofkonzert van Edmund Nick. Spitzberg ligt begraven in de Alter Südfriedhof in München.

## Schilderijen
- De cactusliefhebber
- De arme dichter
- De boekenwurm
- De onderschepte liefdesbrief
- Spaanse Serenade
- In de Harem

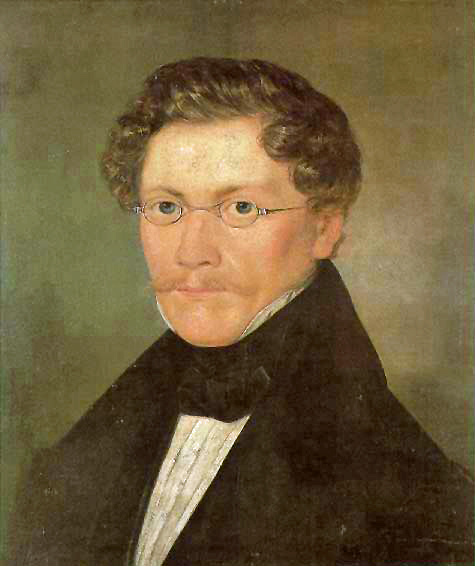
Zelfportret, rond 1840
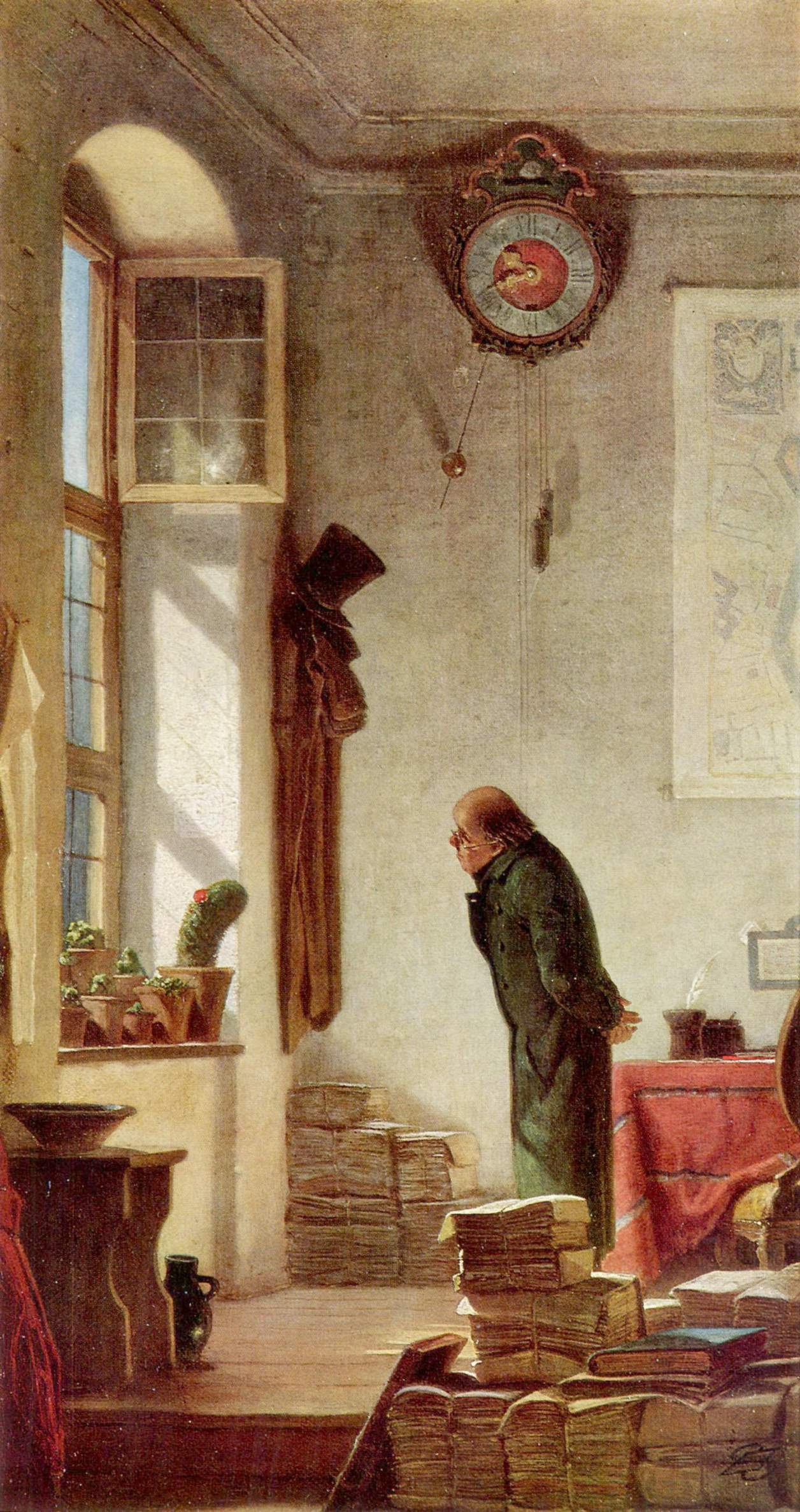
De cactusliefhebber, na 1850, Museum Georg Schäfer
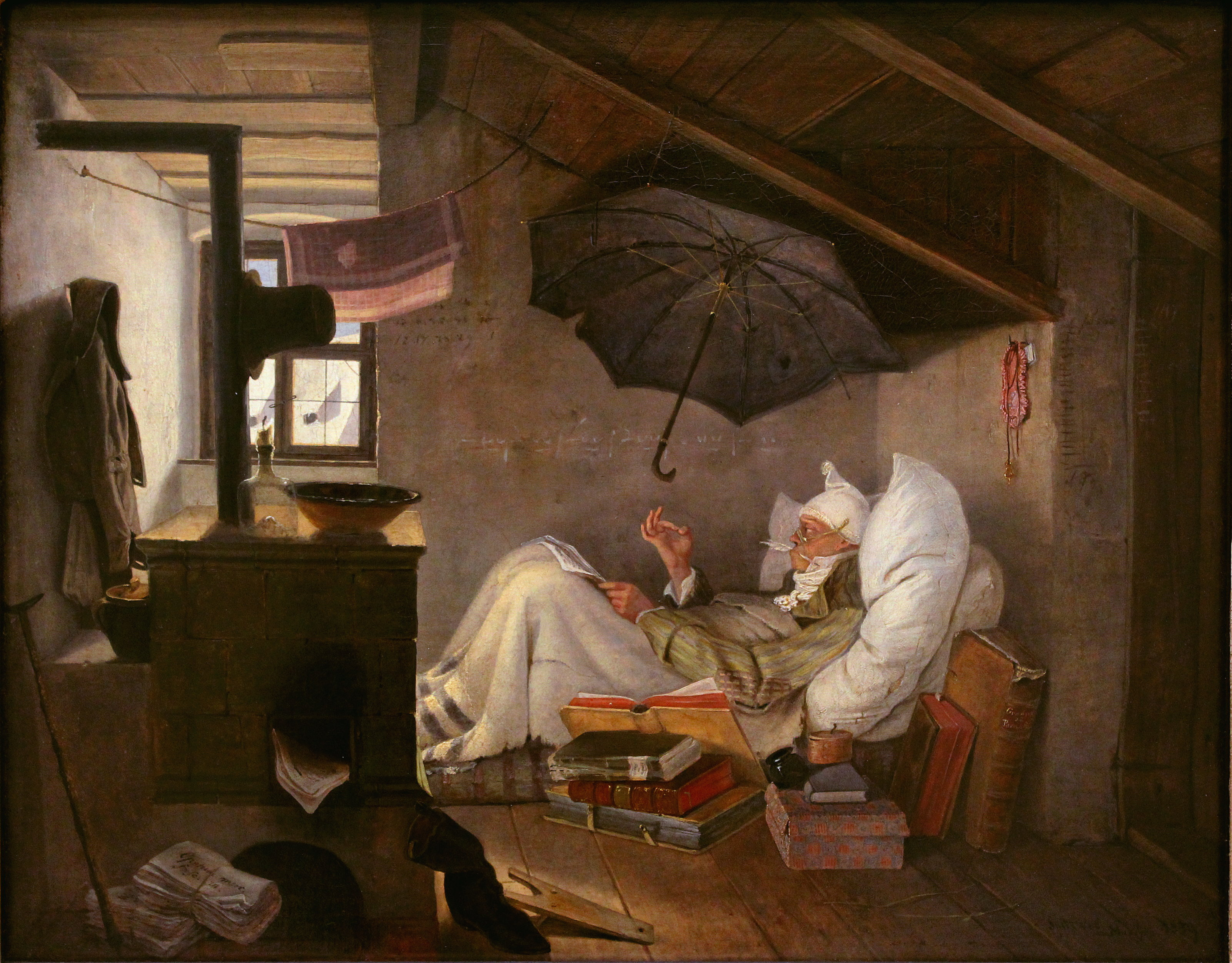
De arme dichter, 1839. Neue Pinakothek
De Boekenwurm, 1850. Museum Georg Schäfer
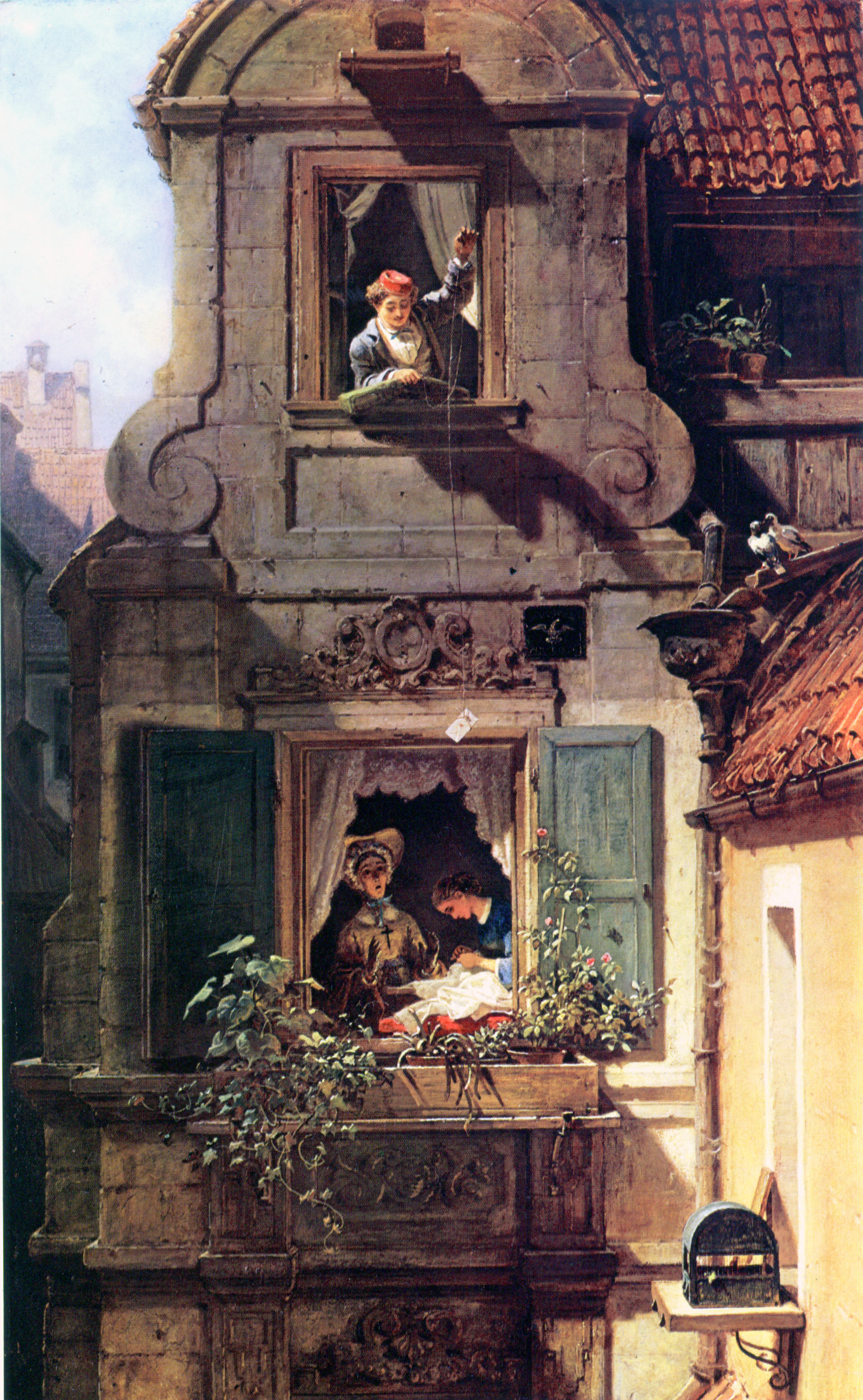
De onderschepte liefdesbrief Museum Georg Schäfer
"Spaanse Serenade"
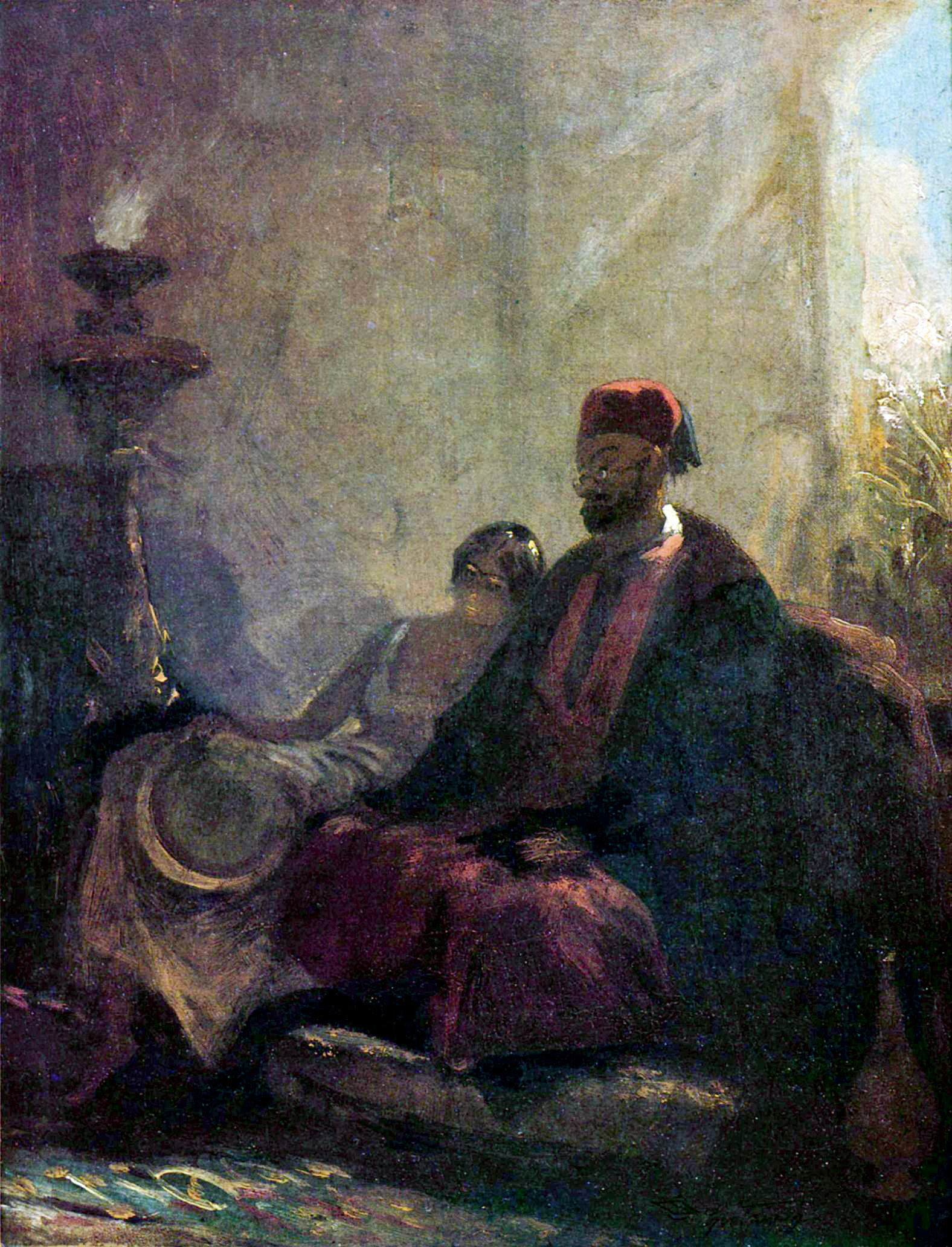
In de Harem, na 1855, Museum Georg Schäfter
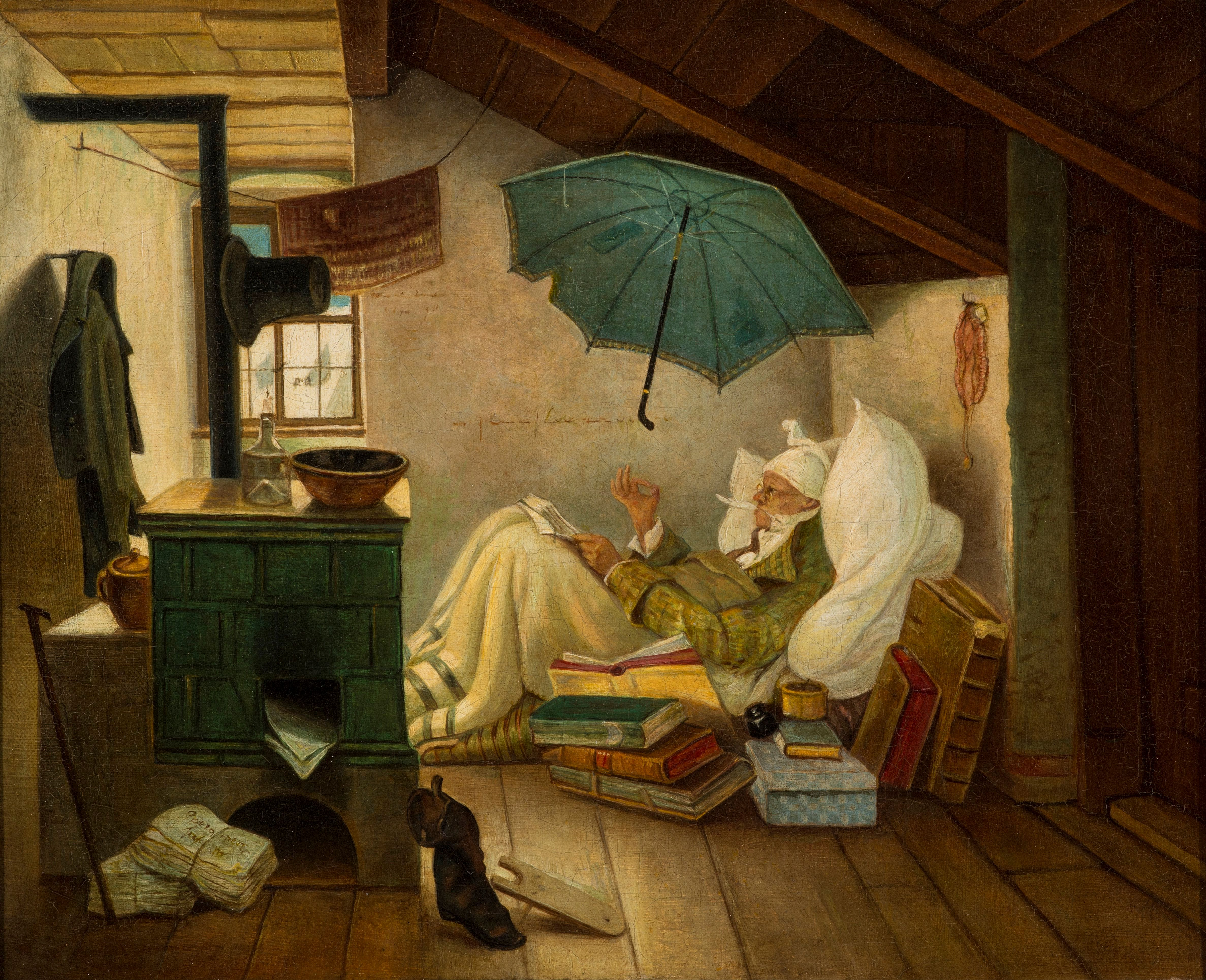
De arme dichter, 1837. Grohmann Museum
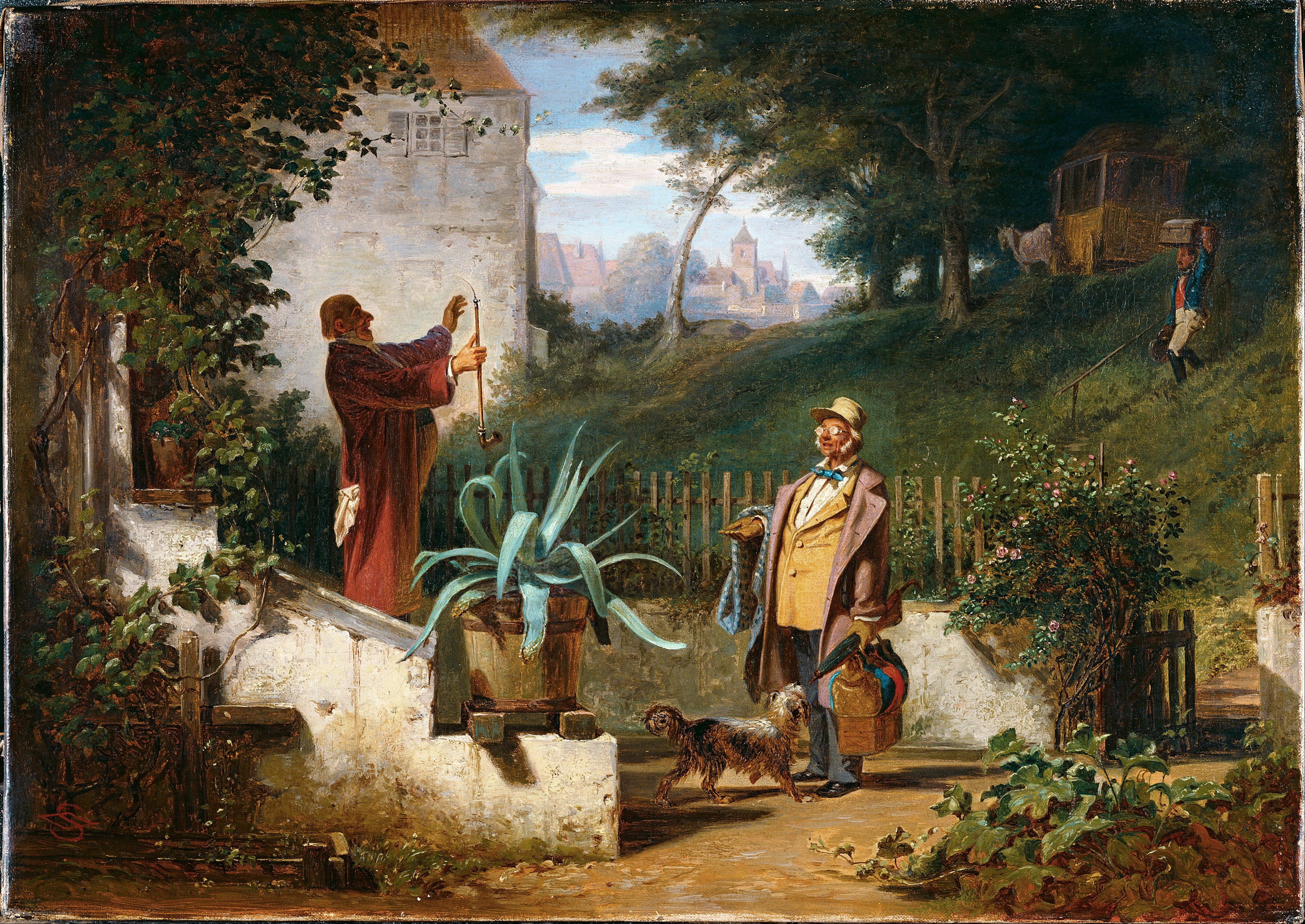
Vrienden van kinds af, 1855. Städtische Galerie im Lenbachhaus